# Lilly Joan Gutzeit
Lilly Joan Gutzeit (* 4. Februar 1999 in Berlin) ist eine deutsche Schauspielerin.

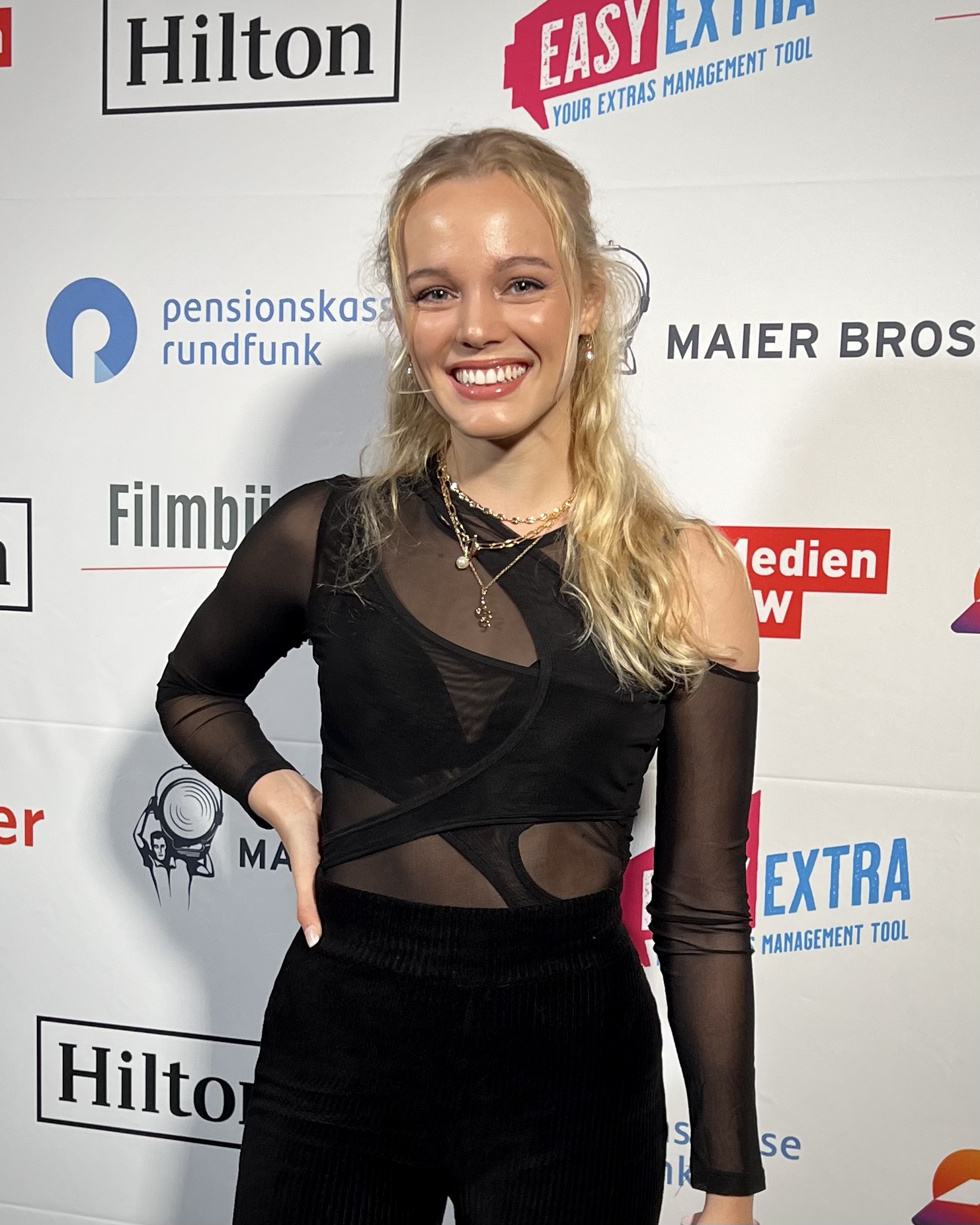
Lilly Joan Gutzeit beim CrewCall Köln 2022

## Leben
Gutzeit wurde in Berlin geboren und ist in der Nähe von Berlin aufgewachsen. Ihre ersten Engagements als jugendliche Nachwuchsdarstellerin hatte sie unter anderem in mehreren Episoden der Kriminalfilm-Reihe Tatort, in der Nickelodeon-Jugendserie Spotlight und in der Seifenoper Gute Zeiten, schlechte Zeiten. 2017 absolvierte sie ihr Abitur am Theodor-Fontane Gymnasium in Strausberg.
2021 spielte sie in der Coming-of-Age HipHop Warner TV Serie Almost Fly mit, produziert durch Wiedemann & Berg Filmproduktion. Im Mai 2022 erschien die 4. Staffel der Joyn-Serie Das Internat, in der sie als Teil des Hauptcasts zu sehen ist. Anschließend war Lilly Joan Gutzeit ein halbes Jahr in der Hauptrolle einer Eiskunstläuferin in der Deutschen Fernsehserie Alles was zählt. 2023 spielte sie in dem Netflixfilm Hammerharte Jungs mit, unter der Regie von Granz Henman, ein Spin-off der Komödien Harte Jungs und Knallharte Jungs.
Sie lebt in Berlin.

## Filmografie
- 2010: Anna und die Liebe
- 2011: Mein Style – Die Modemacher
- 2012: Antharys
- 2012: Ein starkes Team – Prager Frühling
- 2012: Tatort – Wegwerfmädchen
- 2012: Tatort – Das Goldene Band
- 2013: Whisper
- 2016: Spotlight (Fernsehserie, 5 Folgen)
- 2016: GZSZ (Fernsehserie, 4 Folgen)
- 2016: Dating Alarm
- 2017: Tatort: Meta
- 2017: Notruf Hafenkante (Folge 306: Wölfe und Giraffen)
- 2018: Alles oder nichts
- 2018: Morden im Norden
- 2019: Wir sind jetzt (Fernsehserie)
- 2019: SOKO Wismar (Folge 357, Ein würdeloser Tod)
- 2020: SOKO Potsdam (Folge 20, Mädchen ohne Namen)
- 2021: Mein Freund, das Ekel (Fernsehserie)
- 2022: Almost Fly (Fernsehserie)
- 2022: Das Internat (Webserie)
- 2022: Alles Gut Aber … (Serienpilot)
- 2022: Alles was zählt
- 2022: Hammerharte Jungs